# IPod touch (第4世代)
iPod touch（第4世代）とは、Appleが開発、発売していたiPod touch第4世代目のモデルである。

## 概要
2010年9月2日（日本時間）に発表され、10月12日に発売された。その約1年後の2011年10月5日にホワイトモデルが追加。
iPod touchとしては初めてRetinaディスプレイが搭載され、これまでより画質が格段に向上された。従来のモデルではSD画質のビデオのみのサポートだったが、本モデルでは720p HD画質のビデオがサポートされている。画面サイズはiPhone 4と同じ3.5インチである。
Apple A4プロセッサが搭載され、メモリは前モデルの32, 64GBモデルと同じ256MBである。
背面と前面に2つのカメラが搭載され、FaceTimeが利用できるようになった。背面カメラでは960×720の写真、720pの動画が撮影できる。背面カメラ横にマイクが搭載され、付属のイヤホンがiPhone付属の物と異なる リモコンとマイクの無い物になった。音声コントロールは利用できるがSiriは利用不可である。

## Nike + iPod
別売のNike+対応のセンサーと接続することができる。接続するか、設定からNike + iPodをオンにすることでホーム画面に「Nike + iPod」Appが追加される。歩数計、ワークアウトなどの機能が利用できる。

## メモリ不足問題
iOS 6になってからOSでの高度なグラフィック処理によりメモリ（RAM）が不足することが多くなった。iTunes、App Store Appを開くだけでも読み込みに時間がかかり、全体的に動作が遅くランキングや映画などの画面上の項目を選択し、読み込む途中でAppが頻繁にクラッシュするようになった。設定App内の「診断データと使用状況データ」に Low memory YYYY-MM-DD HHMMSS（年-月-日 時 分 秒）と記録される。Appを強制終了して再度開いても改善はされない。

## OS
iOS 4.1（ホワイトモデルはiOS 5）が初期搭載され、iPhone 3GSと同様にiOS 6.1.6まで提供された。同じApple A4を搭載したiPhone 4とは異なり、iOS 7はアップデート対象外となった。